# Rigerimod
Il rigerimod, il cui nome commerciale è lupuzor, è un polipeptide corrispondente alla sequenza 131-151 della proteina snRNP70 che presenta una serina fosforilata in posizione 140.
Ha dato risultati incoraggianti in una sperimentazione di fase IIb nel trattamento del lupus eritematoso sistemico grave. Un'altra sperimentazione di fase IIb è stata programmata ed è programmata una sperimentazione di fase III.